# غوص

الغواص مع خزان الهواء على ظهره واضح للعيان

الغوص من أقدم الرياضات التي عرفها الانسان

## تاريخ[1]الغوص

أقدم صورة للغوص تحت الماء - جندى آشورى يغوص تحت النهر باستخدام قربة منفوخة مصنوعة من جلد الماعز

جدارية بارزة تبين هجوما أشورياً وجنوداً يعبرون النهر سباحةً و غوصاً - ويرى مهاجمان بالنبال على اليسار بينما المدافعون على اليمين فوق الحصن

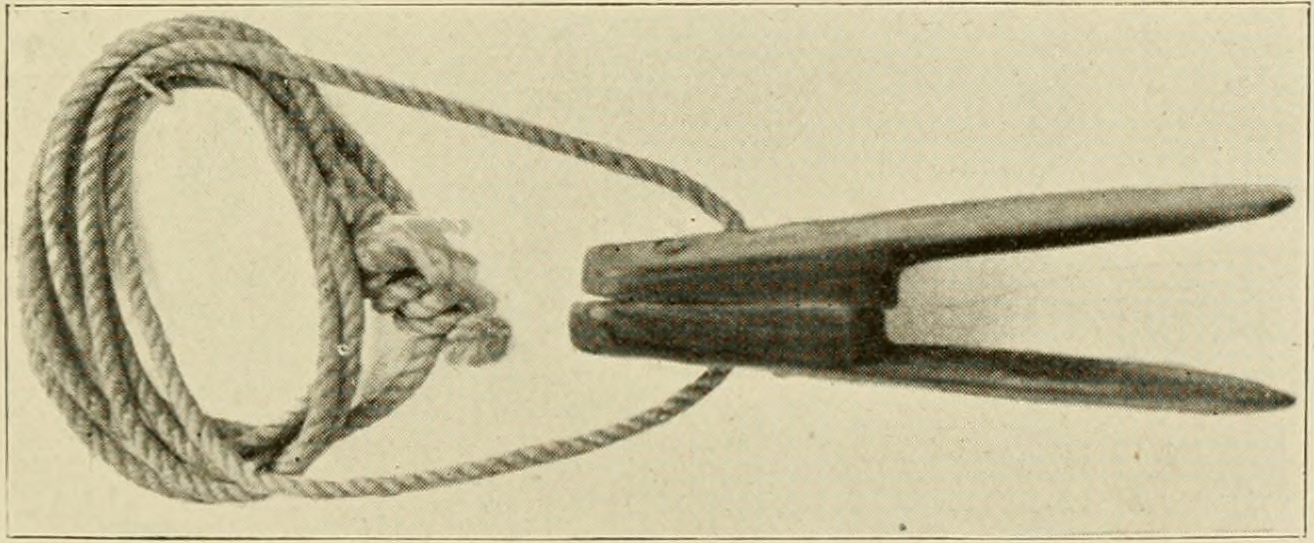
فطام تقليدي للغوص الحر تحت الماء من جزيرة عبد الكوري أرخبيل سقطرى. وهو مشبك يضعه الغواص على أنفه أثناء الغوص؛ حتى لا تتسرب المياه إلى جوفه. الغوص على اللؤلؤ: وهو أيضا أحد أدوات الغوص الحر قديما للبحث عن اللؤلؤ في دول الخليج العربى.

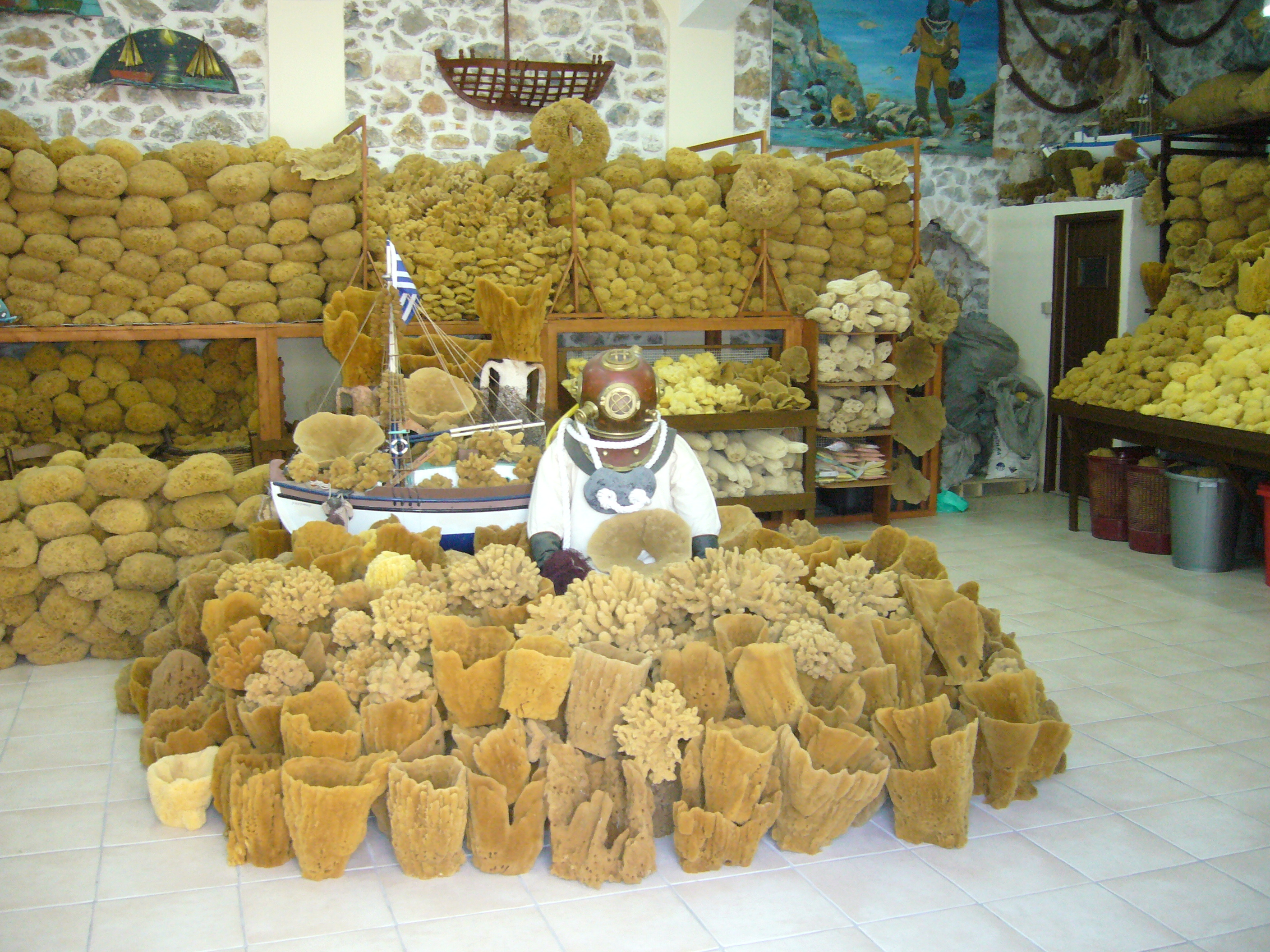
صورة تعرض معرض للاسفنج وبَزَّة غوص قديمة

- أقدم أثر موجود للغوص يعود للأشوريين قبل الميلاد بعدة قرون، حيث تظهر المنحوتات الأثرية جنودا أشوريين يعبرون النهر باستخدام عوامات منفوخة مصنوعة من جلد الماعز.
- في زمان قدماء الرومان والإغريق هناك كثير من الحالات المسجلة لرجال يسبحون أو يغوصون في المعارك ولكن عن طريق حبس الأنفس وبدون أي أجهزة غوص مساعدة، اللهم إلا في بعض الأحيان التي كانوا يستخدمون سيقان نباتات مجوفة للتنفس كقصبة للتنفس السطحي (سنوركل Snorkel).[3]
- في حوالى عام 1300 قبل الميلاد، استخدم الجنود الفرس نظارات غوص تحت الماء لها نوافذ مصنوعة من الطبقة الخارجية لعظم ظهر السلحفاة (الصدفة) بعد صقلها جيدا.[4]
- ذكر ليوناردو دا فينشي في القرن الخامس عشر لأول مرة اسطوانات الهواء في إيطاليا وكتب عن أنظمة كانت مستخدمة للتنفس الإصطناعى تحت الماء، إلا أنه لم يذكرها بالتفصيل بسبب ما أسماه «الطبيعة السيئة للبشر» والتي يمكن أن تستخدمها للقتل وإغراق السفن. وعلى الرغم من ذلك، فإن بعض الرسومات أظهرت أنواعا مختلفة من أنظمة الغوص كان بعضها متقدماً إلى درجة أنها أظهرت تصميما لجمع البول من الغطاس أيضا !
- يمكن القول بأن بدايات الغوص لم تكن لأغراض ترفيهية وإنما لأغراض حربية في المقام الأول أو تجارية، حيث أنه في اليونان القديمة مثلا كان أفلاطون وهوميروس يذكران الأسفنج واستخدامه في الاستحمام، وكانت جزيرة كاليمنوس مركزاً رئيسياً للغوص من أجل الإسفنج، وكان غواصوا الأسفنج يستخدمون عادة أوزان 15 كيلو جرام بغرض تسريع النزول، وكان على هؤلاء الغواصين حبس أنفاسهم للنزول على أعماق تزيد عن 30 متر لمدة 5 دقائق (حبس نفس) لجمع الأسفنج للأغراض التجارية.[5]

## أنواع الغوص

### الغوص الترفيهى
- يكون عادة من أجل الأستمتاع، كما تستخدم تقنيات الغوص كثيرًا في هذا الغوص. ويشجع الغوص الترفيهى على زيادة الأهتمام بالبيئة البحرية تحت الماء.

ومن أنواع الغوص الترفيهى غوص لرؤية الكهوف Cave dive وغوص لرؤية الحطام Wreck dive وغوص في المياة المتجمدة Ice dive وغوص الأعماق Deep dive والغوص الليلى Night Dive وغوص الانجراف Drift Dive وغوص الشعاب المرجانية Reef Dive وغيره من الأنواع.

### الغوص الاحترافى
- يمكن استخدام الغواصين مهنياً لتنفيذ مهام تحت الماء. ويقوم الغواصين المحترفين بتنفيذ المهام المتعلقة بالصناعات التي تتطلب العمل تحت الماءأو لتنفيذ مهام تتعلق بالأنشطة البحرية، مثل الغوص المهنى، بما في ذلك إصلاح القوارب والسفن، إنقاذ ورفع حطام السفن أو تربية الأحياء المائية.
- هناك عدد لا بأس به من الغواصين الذين يعملون، بدوام كامل أو جزئي، في مجتمع الغوص الترفيهية كمدربين، أو مرشدين الغوص. وتعد مهنة في حد ذاتها، مع الإشارة بالمسؤولية عن صحة وسلامة العملاء.
- المجالات التخصصية الأخرى تشمل فرق الغوص العسكرى، مثل الضفادع البشرية التي تلعب أدوار مختلفة في الحروب. فإنها يمكنها القتال المباشر، التسلل وراء خطوط العدو، ووضع الألغام، والتخلص من القنابل أو العمليات الهندسية تحت الماء.
- في العمليات المدنية وقوات الشرطة أداء عمليات البحث والإنقاذ والمساعدة في الكشف عن الجرائم التي قد ترتبط بالمسطحات المائية. في بعض الحالات إنقاذ الغواصين قد يكونوا أيضا جزءا من فرق إدارة مكافحة الحرائق كما في بعض الدول، أو حرس الحدود، ويمكن أن تصنفه هذا الغوص بأنة من أجل السلامة العامة.
- وأخيرا، هناك الغواصين المحترفين العاملين في المياه، مثل التصوير تحت الماء أو صناع أفلام تحت الماء، الذين يأخذون على عاتقهم توثيق العالم الموجود تحت الماء، أو الغوص للأغراض البحثية والعلمية، بما في ذلك علم الأحياء البحرية، الجيولوجيا، علم المياه، علم المحيطات و علم الآثار تحت الماء [الإنجليزية]

### أفلام وثائقية عن بعض أنواع الغوص
- فيلم وثائقى عن غوص المياة المتجمدة
- فيلم وثائقى عن غوص الانجراف
- فيلم وثائقى عن الغوص في منطقة الشفق
- فيلم وثائقى عن الغوص من العلمى

## طرق الغوص تحت الماء

### الغوص بدون معدات التنفس

#### الغوص الحرّ

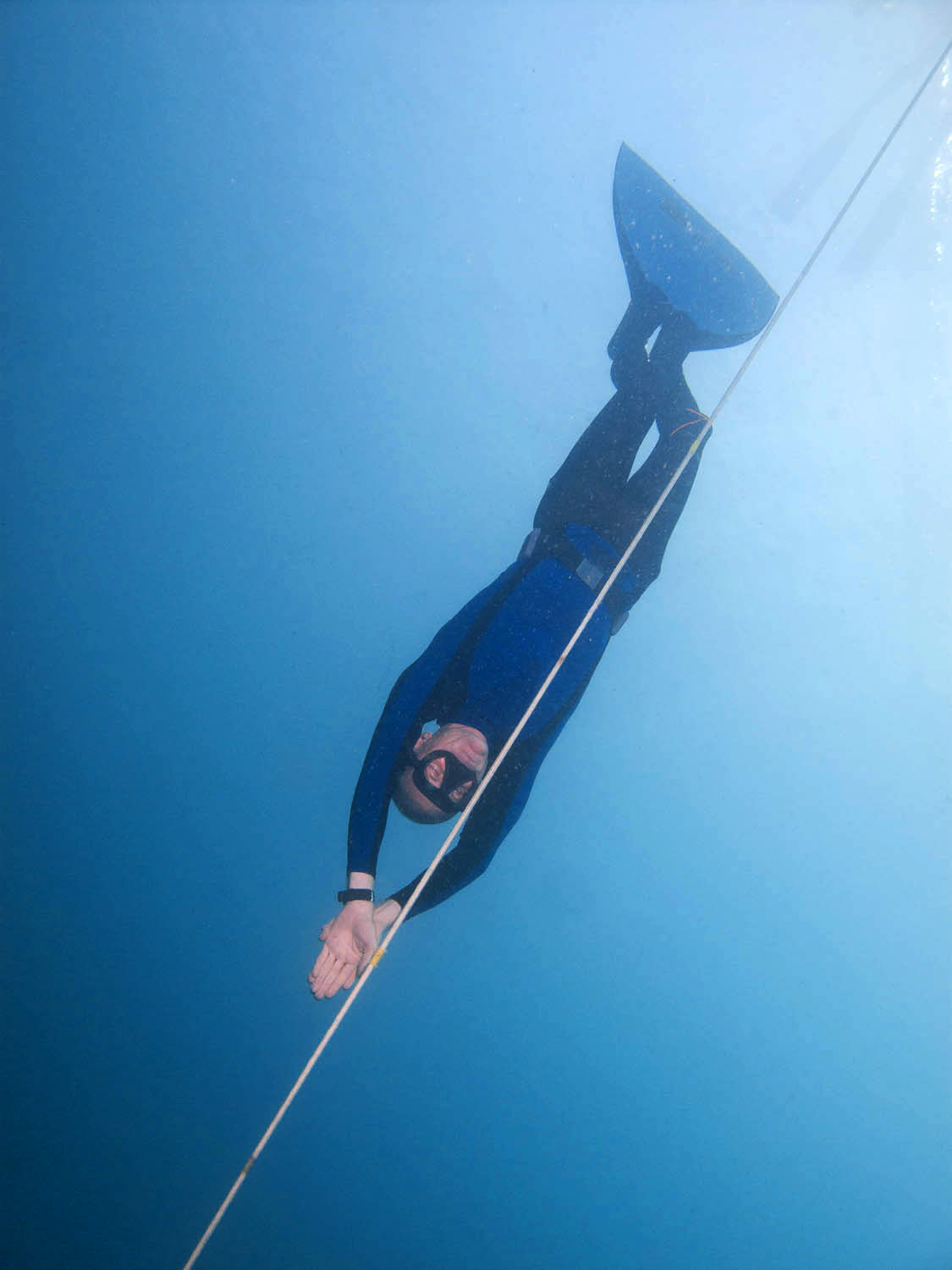
غواص حر بدون أجهزة تنفس

- الغوص الحر لا تستخدام فية أجهزة التنفس الخارجية، ولكن يعتمد فيه فقط على قدرة الغوّاص على حبس أنفاسه أطول فترة ممكنة حتى الخروج إلى السطح. ويتضمن مجموعة من الأنشطة من مجرّد حبس الأنفاس إلى المسابقات التنافسية.
- الغوص الحرّ هو أسلوب يستخدم في العديد من الأنشطة المائية. ومن هذه الأنشطة المتعلقة بالغوص الحر والمعترف بها: - الغوص الحر غير التنافسى وصيد الاسماك بالرّمح، والتّصوير الفوتوغرافي أسفل الماء وعروض حوريّة البحر. وهناك أمثلة على الغوص الحرّ أقل اعترافا تشمل (البالية المائى وهو معروف أيضاً باسم السباحة المتزامنة، ولعبة الهوكي تحت الماء والصّيد تحت الماء غير الصيد بالرمح).

#### السباحة تحت الماء
- هو ذاك النوع من السباحة في الماء أو أي سوائل أخرى بدافع غريزة البقاء، أوالترفيه، أوالرياضة، أوأسباب آخرى. ويتحقق من خلال حركة منسقة للأطراف، والجسم، أو كليهما.والبشر قادرون على عقد أنفاسهم تحت الماء والسباحة بطريقة فطرية في غضون أسابيع من الولادة، لأنها استجابة للتطور لدى الإنسان.
- تعدالسباحة من بين الأنشطة الترفيهية التي يقوم بها عدد كبير من عامة الناس. وفي بعض البلدان، دروس السباحة هي جزء إلزامي من المناهج التعليمية. كرياضة أساسية، وللسباحة مجموعة من المسابقات المحلية والوطنية والدولية، بما في الألعاب الأولمبية.
- منعكس الغوص عند الثدييات هو رد فعل فطرى لا إرادى لجميع الثدييات يحدث حين الغوص أو عند ملامستهم للماء، وذلك يشمل الإنسان أيضا. يوجد منعكس الغوص في البشر باعتباره آلية للبقاء فعند ملامسة الماء البارد وجه الإنسان يستشعر العصب القحفي الخامس ذلك وينبه المخ الذي يقوم بدوره بشد العصب المبهم (العصب القحفي العاشر) فيتباطأ معدل نبض القلب (Bradycardia)، وتضيق الأوعية المحيطية الدموية على سطح الجسم، كما يتحول الدم (blood shift) ليسمح لبلازما الدم والماء في الجسم أن يعبرا خلال الأعضاء وجدران الدورة الدموية ليصل إلى تجويف الصدر كي يحمى باقى أعضاء الجسد من ازدياد الضغط، فتمتلئ الرئة تدريجيا ببلازما الدم لحماية الرئة من الانهيار تحت الضغط الزائد. ويتم امتصاص البلازما لاحقا في الجسم مرة أخرى عندما ينخفض الضغط ثانية.[6]

#### الغطس تحت الماء (سنوركل)

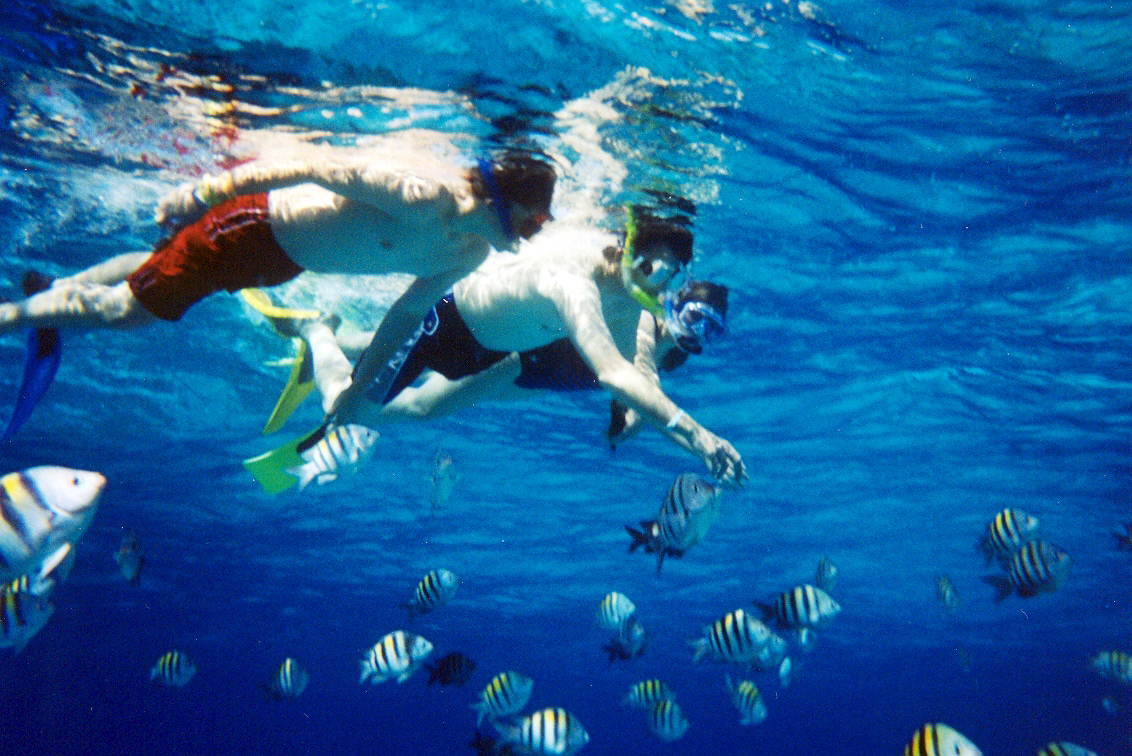
صورة لبعض الاشخاص يقومون بعمل سنوركل

- هو عبارة عن إضافة أنبوب قصير للتنفس من خلال الفم وتلبس نظارة خاصة بالمياة وزعانف في الارجل ويكون الشخص بوضعية معينة تحت الماء بحيت يكون وجهة مغموراً إلى الأسفل والساقان لأعلى مستلقياً على بطنه. وهذالنوع يستخدم كثيراً من جهة السياح الذين يقصدون الشواطئ حيث به متعة كبيرة وتشويق كما يتميز بسهولة كبيرة لعدم احتياجه لمعدات معقدة أو باهظة الثمن، وعادة ما يكون على أعماق ضحلة حيث توجد الحياة البحرية من شعاب مرجانية وأحياء مائية بكثرة قريبا من سطح الماء ومن أشعة الشمس اللازمة لنمو وانتشار تلك الأحياء المائية.

### الغوص باستخدام معدات التنفس

#### غوص سكوبا

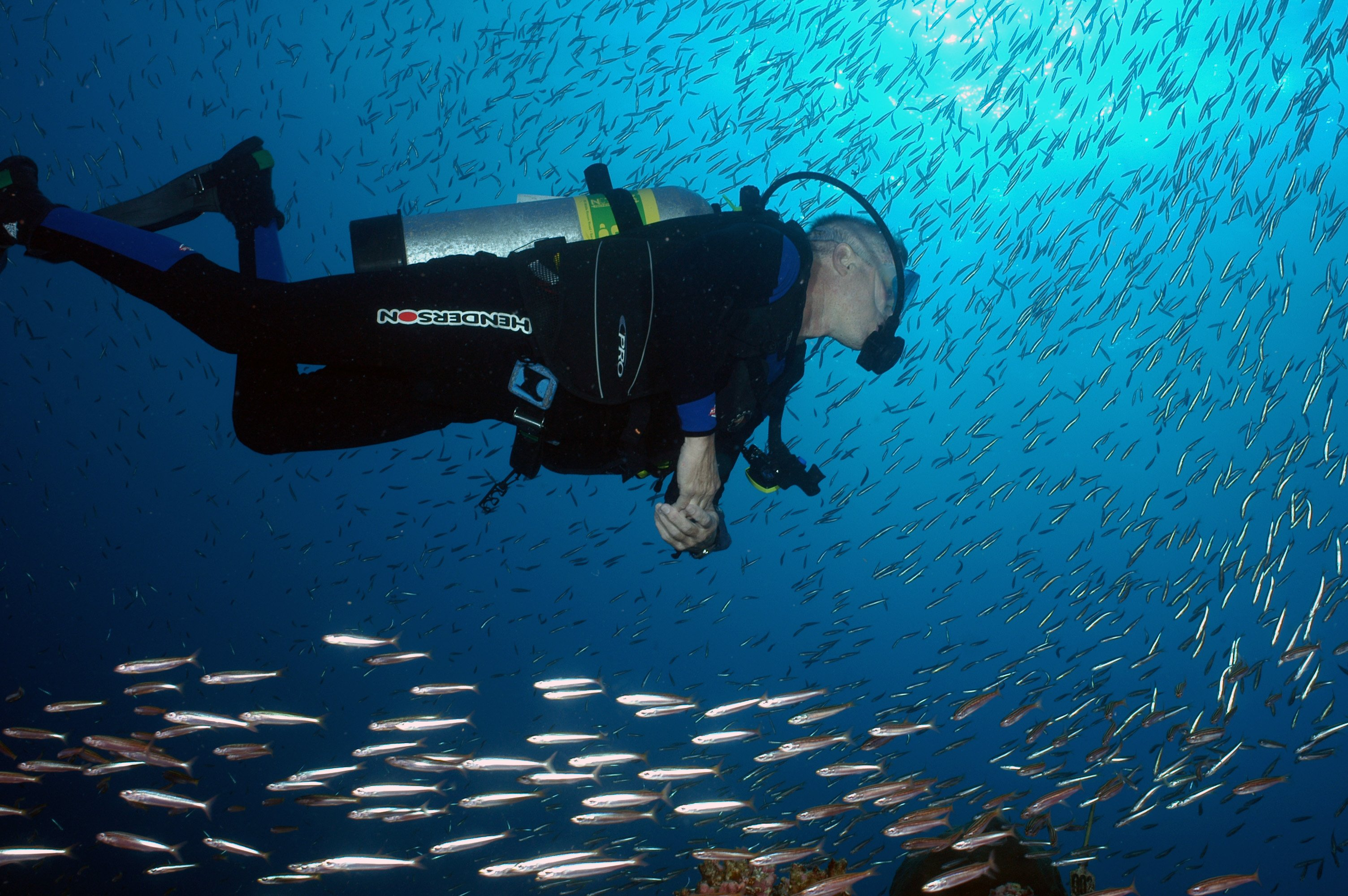
صورة لغواص سكوبا، ويُرى وهو يتنفس من خرطوم متصل بأسطوانة محمولة على ظهره

- غوص سكوبا (بالإنجليزية: SCUBA)‏: تكون معدات التنفس ويكون الغوص في هذة الحالة أبعد مايكون عن غوص الامدادات السطحية الموجهة ويكون الغواص في هذة الحالة مستقل كثيرًا في حركته داخل المياه.
- تأتى كلمة سكوبا من كلمة SCUBA الإنجليزية والتي هي اختصار لمفردات: جهاز تنفس مستقل تحت الماء , Self-Contained Underwater Breathing Apparatus.
- يحمل الغواص على ظهره خزانا مستقلا يحوى كمية كبيرة من الهواء المضغوط والذي يستخدمه للتنفس وللطفو، وينبغى على الغواص الصعود للسطح قبل نفاذ هذه الكمية مع الأخذ في الاعتبار ترك كمية من الهواء للطوارئ، مثل إنقاذ غواص آخر تحت الماء نفذ هواءه.
- قد ينفذ الهواء من الإسطوانة لعدم تنبه الغواص لكمية الهواء الباقية عن طريق قراءة مقياس الضغط المتصل بالإسطوانة أو بسبب خطأ ما في الأجهزة مثل عطب مقياس ضغط الهواء أو في حال حدوث خطأ فنى في المعدات يؤدى إلى تسرب الهواء من الخراطيم أو من الصمامات. لهذا، فإن الغواص عليه أن يترك كمية من الهواء باقية في الإسطوانة للطوارئ لا يستخدمها للتنفس أو للطفو، وتلك الكمية المحسوبة تكون كافية لصعود الغواص إلى السطح بمفرده أو بصحبة غواص آخر يتنفس كليهما من نفس الخزان، وفي هذه الحالة قد يتنفس الغواصان معا تنفسا سريعا غير اعتيادى من الذعر بسبب الحالة النفسية جراء الحادث مما يستهلك كمية الهواء الباقية سريعا.
- وعليه، فكمية هواء الطوارئ لا يجوز استخدامها في غرض التنفس لإطالة زمن الغوص. وتختلف سياسة ترك كمية هواء الطوارئ بين مدارس الغوص، فعلى سبيل المثال يتفق معظمهم على ترك 50 بار من الهواء المضغوط للطوارئ بينما يعتمد النادى الإنجليزى للرياضات تحت المائية BSAC [7] مثلا سياسة ترك ثلث كمية الهواء بدون استخدام، للطوارئ فقط، مايعرف بقاعدة الأثلاث [8]

#### غوص الامدادات السطحية

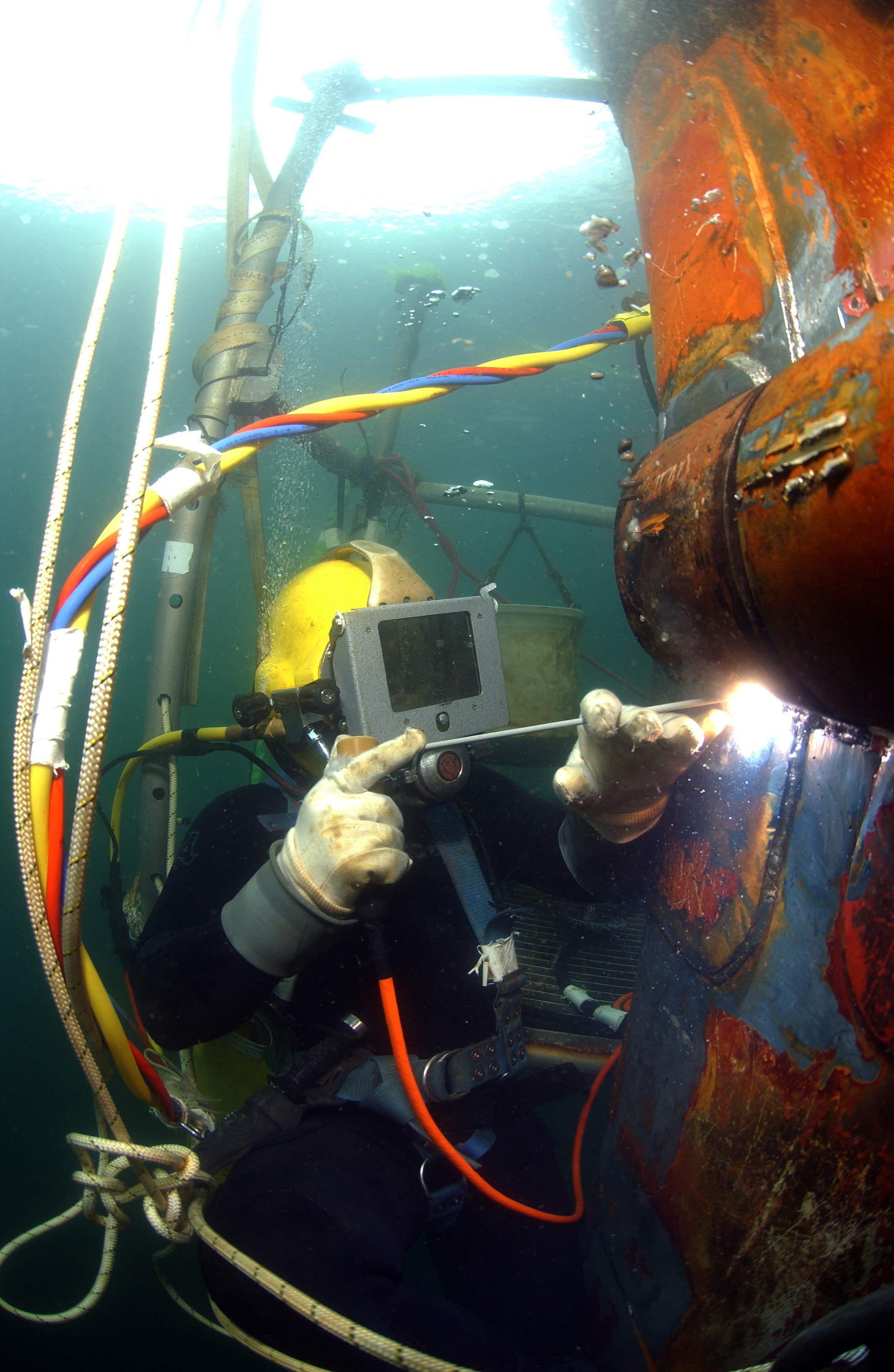
غواص يقوم بمهام لحام تحت الماء بإستخدام غوص الإمدادت السطحية الموجهة

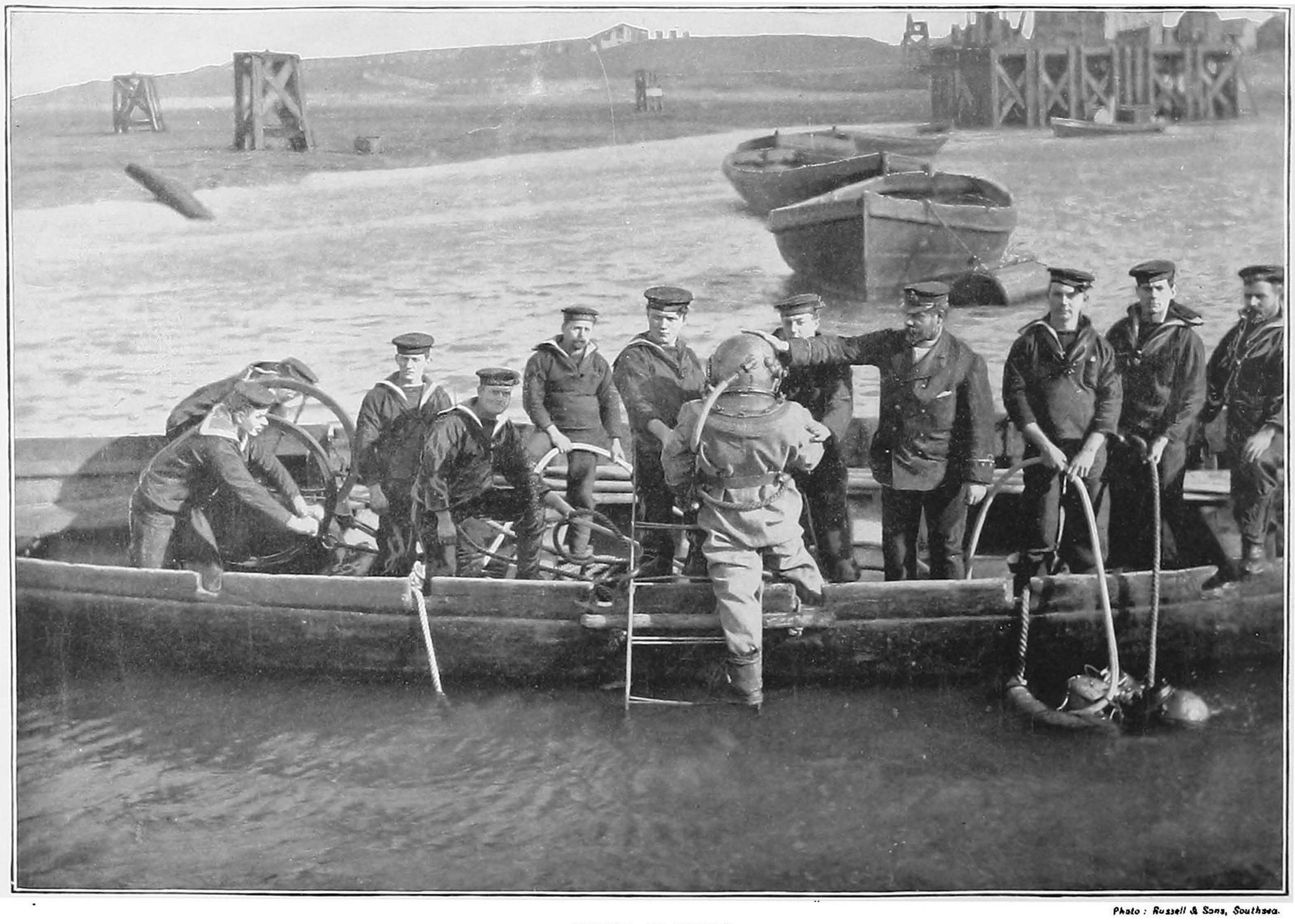
غواصون في العمل ، صورة أخذت في القرن التاسع عشر بين عامىّ 1897 و 1899 تُظهر تدريبات البحرية الإنجليزية بمركز تدريب "إكسلانت" في «بورتسموث Portsmouth» حيث أحد الغطاسين يظهر في الصورة وهو يصعد إلى السطح بينما الآخر يبدء عملية النزول. هذا العمل كان يتطلب تدريباً مهنياً كافياً؛ ولياقةً بدنيةً قويةً، كما أنه كان يجب على الغواص أن يتحلى بالشجاعة الكافية حتى يتمكن من القيام بمهمته. ويُرى أيسر الصورة بحّاران يعملان على تدوير المكبس الهوائى يدويا لدفع الهواء إلى الغواصين، وهذا ما يُسمّى بغوص الإمدادات السطحية

غوص الامدادات السطحية هو ذاك النوع من الغوص الذي يتم باستخدام معدات التنفس عن طريق خراطيم متصلة بسطح الماء تحوى غاز التنفس وتحوى أيضا كابلات الإتصال بالصوت والصورة بين الغواص وبين السطح، سواء من الشاطئ أو من سفينة دعم. ويكون الاتصال مع السطح في بعض الأحيان عن طريق جرس الغوص. وهذ النوع من الغوص يختلف تماما عن غوص «سكوبا» الذي تكون معداته مكتفية ذاتيا وغير متصلة بالسطح.
تُستخدم معدات غوص الامدادات السطحية وتقنياته بشكل رئيسي في الغوص الاحترافي وفي الغوص العسكري نظرا للقدر الكبير من الكلفة المالية والتعقيدات الفنية اللازمة لامتلاك وتشغيل تلك المعدات.
ويُستخدم هذا النوع من الغوص في عمليات غوص التشبع، لأن امدادات الغاز آمنة نسبيا ويمكن للغواص عدم الرجوع إلى السطح، ويستخدم أيضا في الغوص في المياه الملوثة حيث يجب أن يكون الغواص محمى من كل ما يحيط به، وتستخدم الخوذات عموما لعزل الغواص عن البيئة المباشرة حوله.

#### معدات الغوص
معدات الغوص هي المعدات التي يستخدمها الغواصون تحت الماء لجعل أنشطة الغوص سهلة وممكنة وأكثر أمنا وراحة . هذه المعدات قد تكون مصممة في المقام الأول لغرض الغوص، أو معدات أخرى لا علاقة لها مباشرة بنشاط الغوص إلا أنها وجدت ملائمة للإستخدام تحت الماء من قِبَل الغواصين.
تختلف معدات الغوص بحسب الهدف من رحلة الغوص. فمثلا غوص الأعماق يحتاج لمعدات مختلفة عن غوص سكوبا أو عن غوص الكهوف أو الغوص الليلى، وكذلك الغوص في المناطق المدارية يختلف عن الغوص في المناطق الباردة من حيث المستلزمات والمعدات.
العنصر الأساسي في معدات الغوص التي يستخدمها الغواصون هو أجهزة التنفس، مثل تلك المستخدمة في غوص سكوبا تحت الماء، أو في غوص الإمدادات السطحية، إلا أنه هناك قطع أخرى هامة من المعدات التي تجعل الغوص أكثر أمنا، وأكثر ملاءمة أو أكثر كفاءة مثل:
- معدات الغوص الشخصية:

- معدات الحماية من التعرض للأجواء الختلفة
- معدات الاستقرار والحركة في المياه
- معدات مراقبة الغوص والملاحة تحت الماء
- معدات الرؤية والاتصالات
- معدات السلامة

- معدات تحديد موقع الغواص على سطح الماء

- أدوات شخصية وملحقاتها
- أدوات فريق الغوص ومعدّاته
- معدات السطح المتصلة بأعمال الغوص والعمل تحت الماء
- معدات خاصة للعمل تحت الماء لا يحملها الغواص
- معدات التحكم عن بعد تحت الماء لتحديد مواقع الغوص ROV (مركبة التحكم عن بعد تحت الماء)

## أهداف الغوص تحت الماء

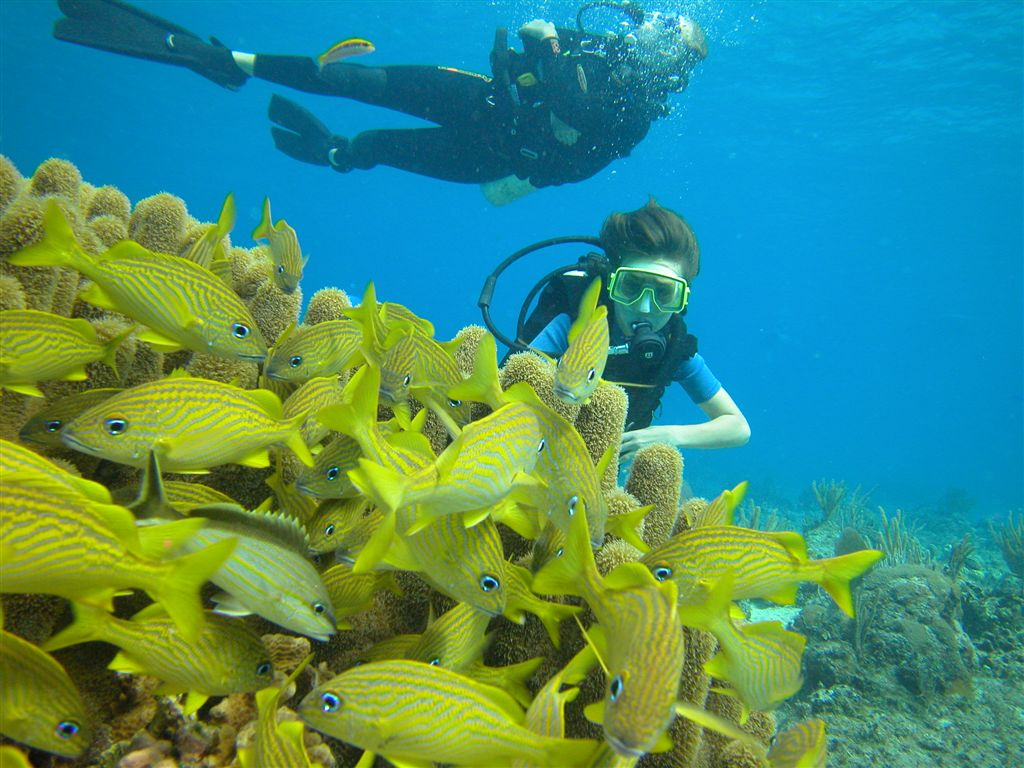
غواصين على الشعاب المرجانية.

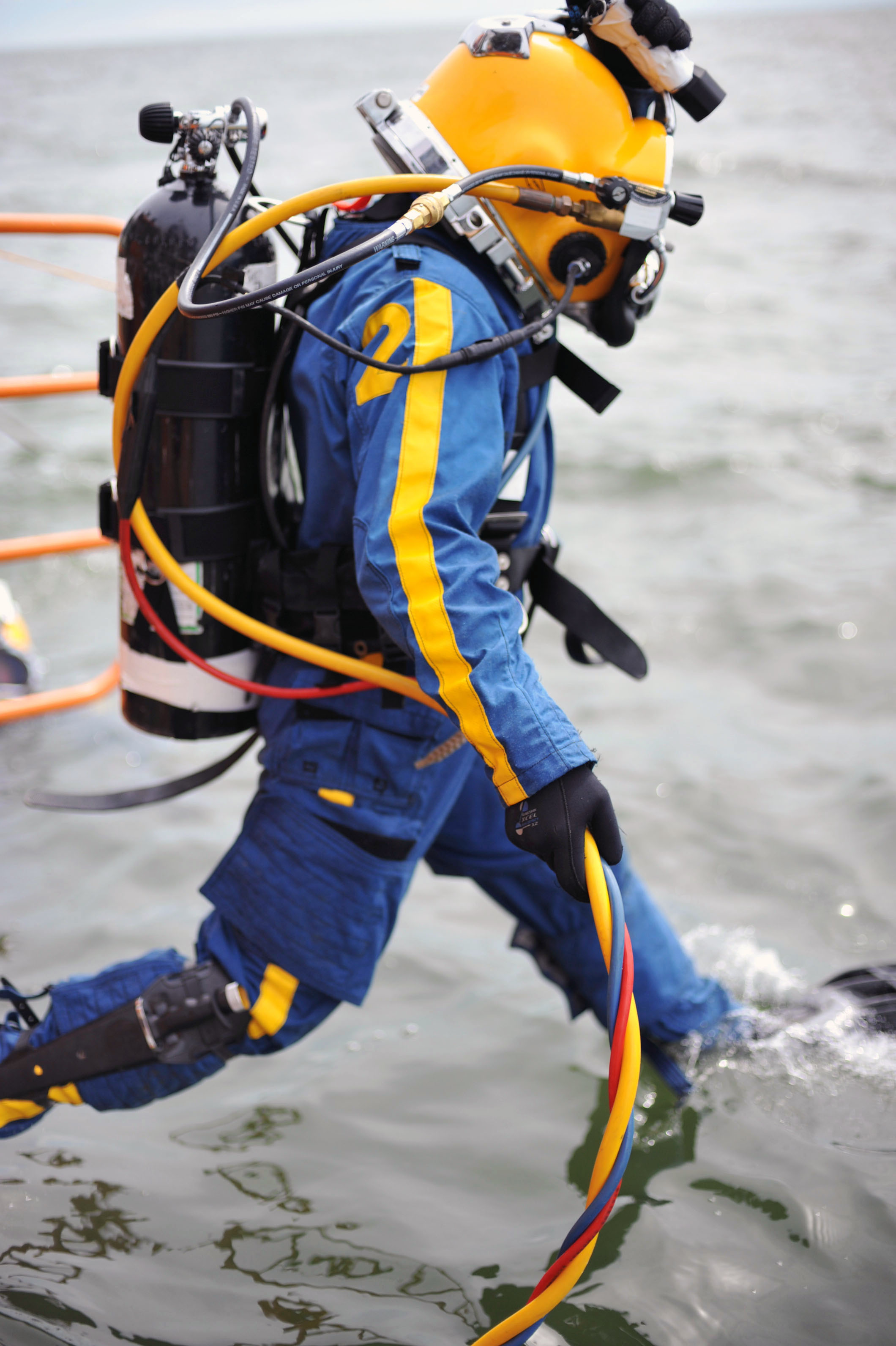
عمليات الغوص الصناعي.

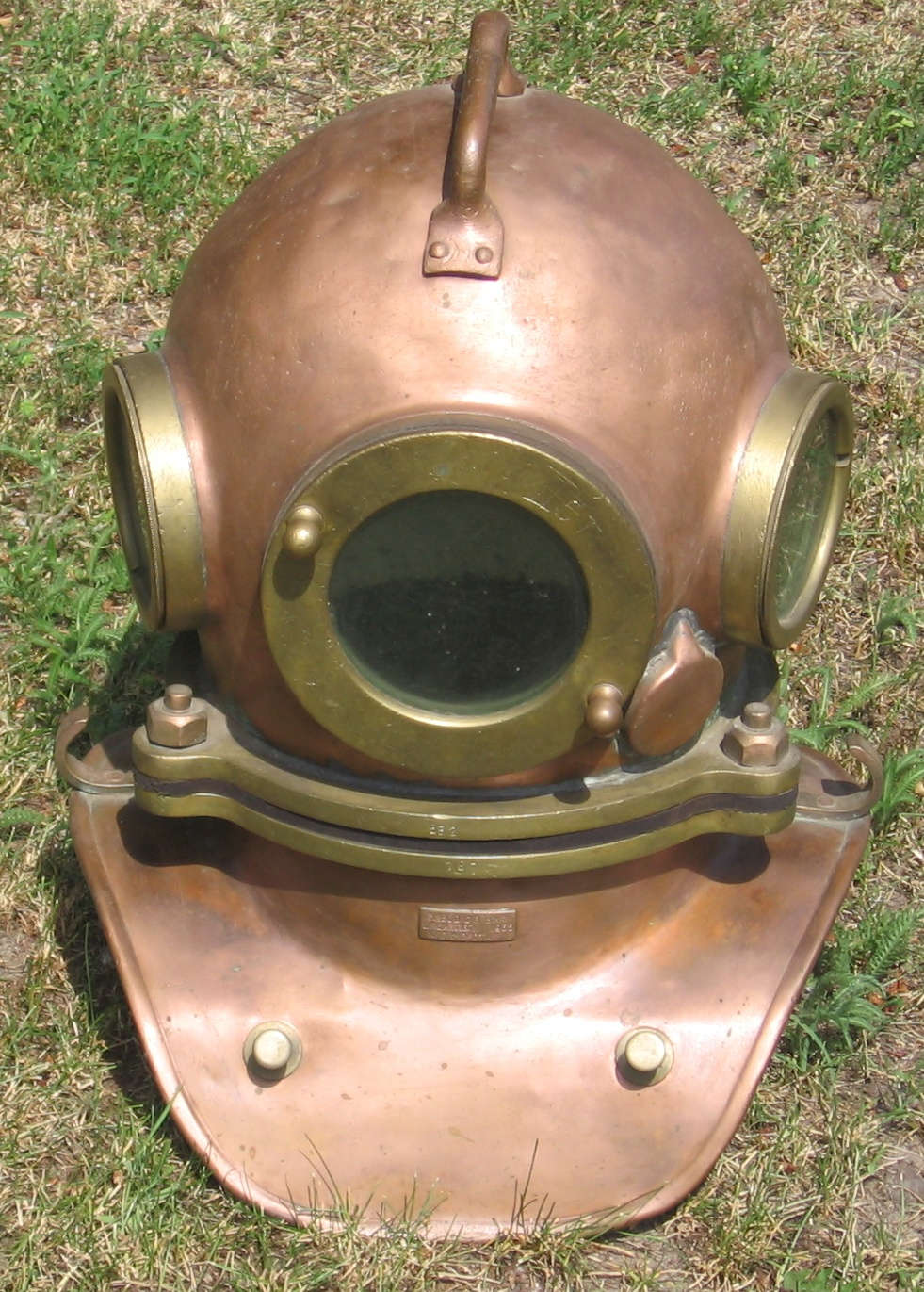
خوذة الغطاس الكلاسيكية.

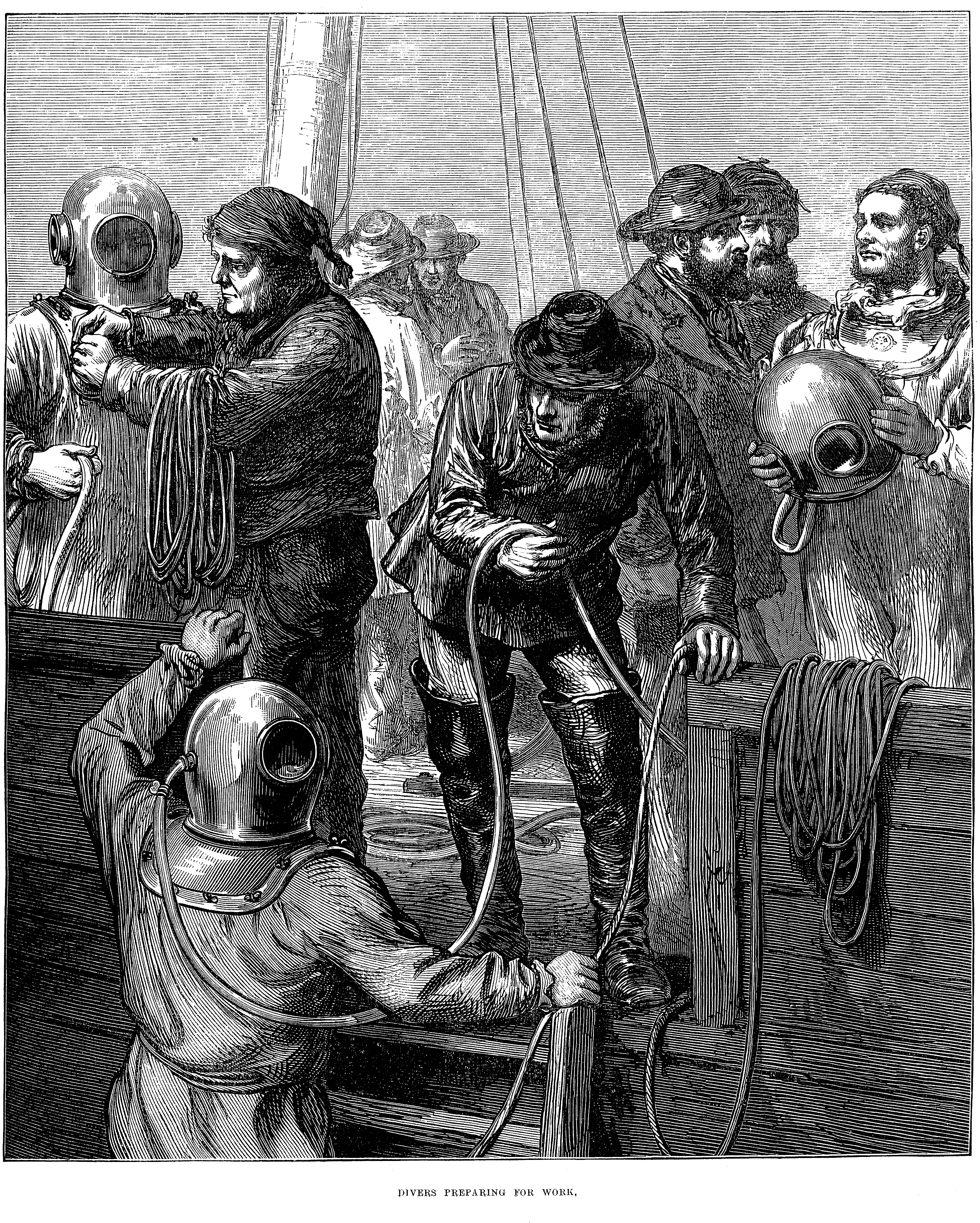
"لندن نيوز المصورة" 6 فبراير 1873 صورة الغلاف: إعداد عملية الغوص.

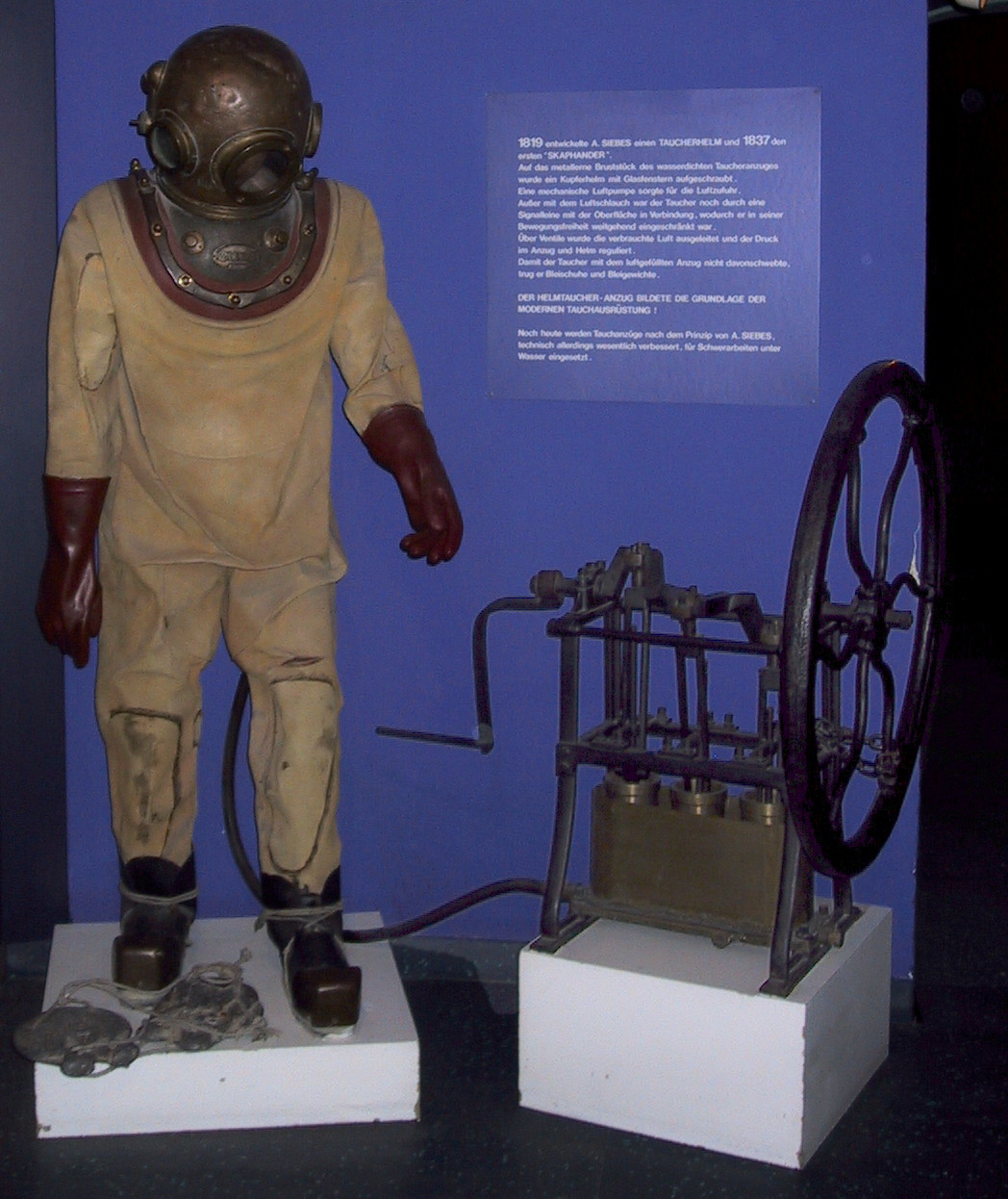
معدات الغوص التاريخية.

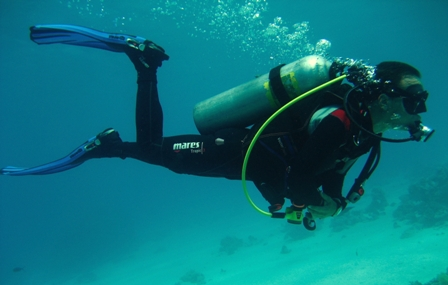
غواص في شرم الشيخ 2007.

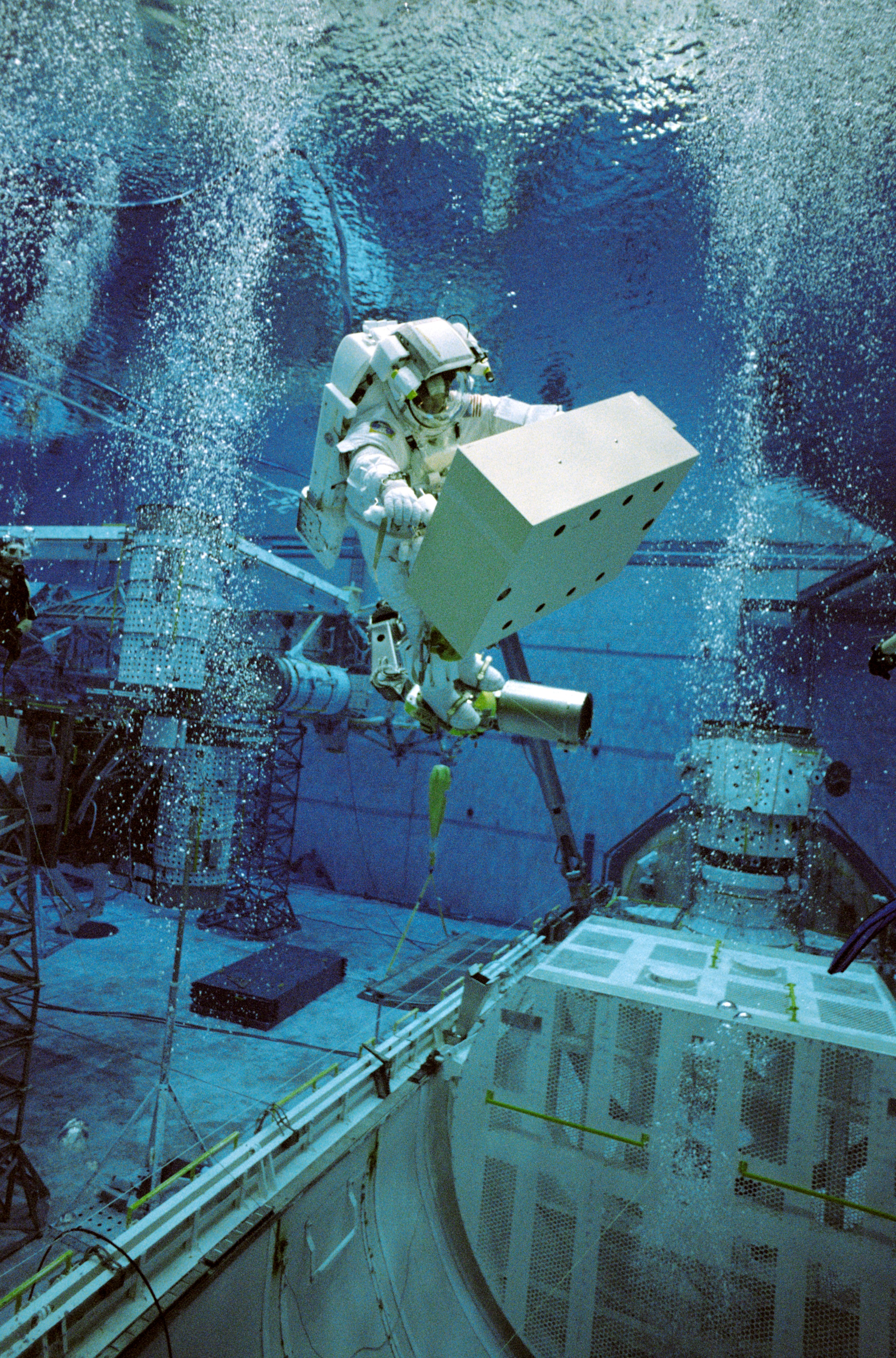
محاكاة رواد الفضاء للعمليات الفضائية في تجمعات كبيرة في قاعدة ناسا NASA.

أهداف الغوص تحت الماء قد تكون ترفيهية، علمية، تدريبية، استكشافية، صناعية، مدنية، تجارية، عسكرية أو غيرها. يمكن الرجوع إلى وصلة "تخطيط عمليات الغوص [[Dive_planning]|للتعرف على بعض التفاصيل والمزيد من أهداف الغوص تحت الماء] [[:en:Dive_planning]|[الإنجليزية]]]

### أهداف الغوص الترفيهي
أهداف الغوص الترفيهى متعددة، وأساسها البعد عن الحياة الروتينية والإسترخاء من المسئوليات كقضاء عطلة غوص أو الغوص السفارى Liveaboard حيث يقضى الغواص رحلة بحرية على متن سفينة بها تجهيزات للغوص مثل المكابس واسطوانات الغاز وغيره من المستلزمات ثم الإبحار بعيدا لعدة أيام يتم فيها قضاء وقت ممتع ومزاولة الغوص في أماكن بعيدة ومتنوعة قد يصعب الوصول إليها في غوص اليوم الواحد، أو بهدف التصوير تحت الماء ومشاهدة الأسماك والكائنات البحرية الأخرى.

### أهداف الغوص العلمي
يهدف الغوص العلمى لإستكشاف البحار والكائنات البحرية في مختلف الأعماق، ومراقبتها في بيئتها المحلية أو أخذ عينات لدراستها معمليا، كذلك بعض الدراسات الجيولوجية.

### أهداف الغوص التدريبي
يهدف الغوص التدريبى إلى تدريب الغواصين سواء على مهارات الغوص الترفيهى أو أداء الأعمال كاللحام تحت الماء والتفجيرات أو الإصلاحات، ويشمل أيضا تدريب رواد الفضاء على بعض المهمات الفضائية إذ أن الحركة تحت الماء تقارب إلى حد ما الحركة في الفضاء عند انعدام الضغط.

### أهداف الغوص الاستكشافي
استكشاف المغارات والكهوف وأغوار الأعماق والحياة القطبية تحت الجليد.

### أهداف الغوص الصناعي
مد الأنابيب تحت الماء واستخراج البترول والغاز من الحقول البحرية وكافة الإنشاءات والصيانة البحرية واصلاح الأعطاب البحرية والمنصات.

### أهداف الغوص المدنى
بناء الجسور البحرية، اصلاح الأنفاق المغمورة تحت المدن والصرف الصحى والسدود وغوص الشرطة لإستخلاص أدلة البحث الجنائى وغوص أحواض السمك السياحية وفي مزارع الأسماك.

### أهداف الغوص التجارى
كل أعمال الغوص المهنى ويشمل انتشال حمولة السفن الغارقة وفحص أبدان السفن.

### أهداف الغوص العسكرى
عمليات تأمين الموانئ والقطع البحرية، والأعمال الهجومية والتلغيم والعمليات النوعية.

### أهداف الغوص في أعمال الإنقاذ
كل أعمال الانتشال للغرقي اما نهري أو بحري ويكون بمساعدة الجهات الأمنية المعنية بهذا الجانب مثل إنقاذ الشواطئ التابعة حرس الحدود أو الإنقاذ النهري التابعة للدفاع المدني .

## مخاطر الغوص
مخاطر الغوص متعددة، وهناك قسم من الطب يدعى طب الغوص أو طب الأعماق والضغط العالى.

### إصابات الأذن
يكون الضغط المطلق على سطح البحر حوالي واحد بار (بالإنجليزية: Bar)‏، ويكون الضغط تحت الماء أعلى مما هو على سطح الأرض بفعل عمود الماء فوق الغواص. يزداد الضغط حوالي واحد بار لكل عشرة (10) أمتار من العمق في مياه البحر المالح. فعلى سبيل المثال، يكون الضغط الواقع على الغواص في عمق عشرة أمتار (10م) تحت سطح الماء حوالى 2 بار (واحد بار بفعل الغلاف الجوى بالإضافة إلى واحد بار بفعل عمق عشرة أمتار من الماء المالح)، ويكون ثلاثة بار على عمق عشرون مترا..وهكذا.
ومع ازدياد العمق، يندفع الماء خلال النفق السمعي الخارجي للأذن، الذي هو الفتحة التي تُرى بالنظر المباشر إلى الأذن، وهي طريق يؤدي إلى طبلة الأذن. ويزداد ضغط الماء على طبلة الأذن كلما غاص الغواص لأسفل، مما قد يؤذى الأذن أو يؤدى إلى تمزق غشاء طبلة الأذن.
يتدرب الغواص على معادلة هذا الضغط لكيلا يؤذى طبلة الأذن أثناء تزايد الضغط كلما غاص في الأعماق. حينما يتحرك الغواص على عمق ثابت لا يزداد الضغط، بل إن الضغط يظل ثابتا مع ثبات العمق ولا يحتاج الغواص إلى معادلة الضغط مرة أخرى إلا إذا غاص لأسفل مرة أخرى إلى عمق أكبر.
ولمعادلة الضغط على جانبى طبلة الأذن، يقوم الغواص بعمل مناورة فرنتزل أو مناورة فالسالفا، لدفع الهواء خلال قناة استاكيوس إلى الأذن الوسطى.

### انفجار الرئة
تبعا لتزايد الضغط تحت الماء كلما اتجهنا لأسفل، يتنفس الغواص تحت الماء كمية من الهواء (أو غاز الغوص)أكثر مما يتنفسه على سطح الأرض، وذلك لكون هواء التنفس تحت الماء مضغوطًا.
أثناء النزول للأعماق ربما يتضرر الغواص إذا لم يكن ضغط الرئتين وباقي الفراغات الهوائية في الجسم معادلاً لضغط الماء حول بدنه أثناء النزول في الأعماق وازدياد الضغط. يسمى مثل هذا الضرر بالرضح الضغطي (بالإنجليزية: Barotrauma)‏ أو الكبس.
أما إذا بدء الغواص في الصعود لأعلى من الأعماق، فيجب أن يكون الضغط في الرئتين متـناسبًا مع تناقص ضغط الماء كلما اتجهنا لأعلى وإلاّ حدثت حالة خطيرة تسمّى الانصمام الهوائي (بالإنجليزية: Air embolism)‏. فحينما يعلو الغواص باتجاه سطح الماء، فإن الهواء المضغوط في الرئتين يتمدد، وذلك لكون الضغط أقل كلما اتجهنا للسطح. وإذا لم يتمكن من إخراج هواء الزفير سريعا، ربما يتسبب في تمزق الرئتين، فتندفع فقاعات الهواء إلى خارج الرئة بداخل الجسم مسببا انتفاخ الرئة (بالإنجليزية: Emphysema)‏ أو الاسترواح الصدري (بالإنجليزية: Pneumothorax)‏ .
ولتجنب ذلك، يُمنع حبس النفس أثناء الصعود لأعلى، ويتم إخراج الهواء الزائد المضغوط من الرئة عن طريق التنفس الطبيعى أثناء الصعود لأعلى من العمق.

### مرض تخفيف الضغط
هناك حالة تعرف بشلل الغواص أو التحنّى (bends) أو تفقع الدم وتسمى أيضاً داء الغواص أو (مرض تخفيف الضغط Decompression Illness DCI). تحـــدث هذه الحالة عندما تتكون فقاعات غاز النيتروجين في الدم.
يكوِّن النيتروجين أكثر من ثلاثة أرباع هواء التنفس الطبيعي للإنسان. حين يدخل الهواء المضغوط إلى رئة الغواص، ومنه إلى مجرى الدم، فباقى أنحاء الجسم، يمتص جسم الغواص كمية كبيرة من النيتروجين المضغوط ويحتفظ به في كافة أنسجة الجسم والأعضاء. تزداد تلك الكمية باستمرار تنفس الغواص تحت الماء، وتتضاعف كلما كان على عمق أكبر نظرا لتزايد الضغط. خلال مدة الغوص، تتراكم كميات النيتروجين المختزنة في جسم الغواص أكثر فأكثر مع مرور وقت الغوص.
يخرج النيتروجين الزائد المحبوس في جسم الغواص بوساطة الزفير أثناء صعود الغواص وتناقص الضغط وبالتالى تناقص كمية النيتروجين المضغوط الداخل إلى الرئة مع كل شهيق.
ولكن، في حالة صعود الغواص بصورة سريعة، تتكون فقاعات النيتروجين في الدم استجابة لسرعة تناقص الضغط. وإذا كانت محصلة النيتروجين المختزن في الجسم كبيرة جدا، يمكن لفقاعات النيتروجين أن تسد مجرى الدم، ومن ثم تسبب الشلل أو تقضي على حياة الغواص عن طريق منع وصول الدم لبعض أنحاء الجسد.
هناك جدول يسمى جدول إزالة الضغط، ويمكن أن يتصرف الغواص على أساس هذه اللوحة ليعلم طول المدة التي يمكنه البقاء خلالها في عمق معّين دون أن يمتّص كمية خطرة من النيتروجين تسبب هذا المرض.
أما إذا تعدى الغواص هذه المدة واختزن جسده كمية كبيرة من النيتروجين قد تسبب له هذا المرض خلال عملية الصعود للسطح، فيمكن أن يتجنب الغواص حالة الشلل (التحني) باتباع حسابات وجداول «إزالة الضغط Decompression Tables» أو «حمل حاسوب الغوص Dive Computer» والذي يكون على شكل ساعة المعصم، ليعلم الوقت اللازم له للوقوف تحت الماء على أعماق محددة لمدة زمنية محددة للتنفس يسمح للنتروجين الزائد بالخروج من خلال التنفس. يظل الغواص على نفس العمق تبعا للجدول أو لحاسوب الغوص، حتى ينخفض مخزون النيتروجين إلى حد آمن يأذن له بإكمال الصعود إلى السطح. ثم يكمل الصعود بسلام إلى السطح بعد مضى الوقت المحدد من الجداول أو من حاسوب الغوص والتي بها يتم انقضاء خروج الكمية الزائدة من النيتروجين من جسده والتي تكون ضارة فقط في حالة صعوده بها إلى السطح.
على السطح، يستمر الغواص في زفير النيتروجين الزائد لمدة طويلة قد تصل إلى عدة ساعات، حتى يعود لطبيعته متزنا مع الضغط الجوى.

#### آلية حدوث المرض
يمتص الغواص الذي تنفس الهواء المضغوط خلال عملية الشهيق كمية كبيرة من النيتروجين الذي ينفذ من الرئة إلى الدم إلى كل خلايا الجسم. ويخرج النيتروجين الزائد من هذه الخلايا إلى مجرى الدم إلى الرئة ثم الزفيرأثناء صعود الغواص.
ولكن في حالة صعود الغواص بصورة سريعة تتكون فقاعات النيتروجين في الدم قبل أن تصل إلى الرئة لإخراجها. فتنفصل فقاعات النيتروجين في مجارى الدم أثناء صعود الغواص وتناقص الضغط على جسمه حيث يمكن لهــذه الفــقاعات بعد تكونها أن تســد مجرى الدم وتمنع سريانه إلى بعض أنسجة الجسم أو أن تقلل كمية الدم المار إليها، مما يتسبب في عدم وصول الأكسجين بكمية كافية لحياة خلايا الجسد في تلك المنطقة. تسمى هذه الحالة بإنسداد الوعاء الدموي (بالإنجليزية: Embolism)‏، وقد تتسبب في شلل أو موت الغواص في الحالات الحرجة. ويمكن لفقاعات النيتروجين بذلك أن تسبب الشلل أو تقضي على حياة الغواص. ولذلك يتم التدرب على طريقة الصعود ببطء، حتى يتجنب الإصابة بشلل الغواص.

#### العلاج
هناك جدول يسمى جدول إزالة الضغط، ويمكن للغواص على أساس حسابات هذه اللوحة أن يحدد كمية الوقت التي يمكنه البقاء خلالها في عمق معّين دون أن يمتّص كمية خطرة من النيتروجين تؤثر عليه أثناء وبعد الصعود إلى السطح.
وتحدث تلك الحالة أيضا إذا اختزن جسم الغواص كمية كبيرة جدا من النيتروجين تبلغ حدا حرجا، فعندها تحدث تلك الظاهرة ولو كان صعوده بطيئا وتدريجيا. وعليه فلابد للغواص أن يعلم كمية النيتروجين الزائدة في جسده لكى يخرجها بالزفير، حتى تتناقص إلى حد آمن يمكنه من إكمال الصعود بسلام إلى السطح. يتم هذا باتباع حسابات وجداول "إزالة الضغط " أو "بحمل حاسوب الغوص والذي يكون على شكل ساعة المعصم ويؤدى له الحسابات تلقائيا، ليعلم الوقت اللازم له للوقوف تحت الماء على أعماق محددة لزمن محدد لإخراج النيتروجين الزائد من جسده خلال التنفس قبل الصعود إلى السطح. بعدها، يكمل الصعود بسلام إلى السطح
بذلك يتم خروج الكمية الزائدة من النيتروجين من جسد الغواص والتي تكون ضارة فقط في حالة صعوده بها إلى السطح.
يجب أن يوضع الشخص الذي يعاني من انصمام وعاء دموي هوائي أو شلل الغوص في حجرة إعادة الضغط مباشرة. وفي هذه الحجرة يتم زيادة الضغط حتى يعود الغواص إلى الضغط الذي يجعل الفقاعات تتكثّف بحيث يذوب الغاز مرة أخرى في الدم ويسرى الدم طبيعيا إلى كل أعضاء الجسم ريثما يتم إخراج الغاز الزائد عن طريق التنفس خلال مدة زمنية محسوبة. وحين تتناقص كمية الغاز المحتبس في الجسم إلى الحد الآمن، يتناقص الضغط في الغرفة حتى يخرج الغواص مرة أخرى معافى من حجرة إعادة الضغط .

### خدر النيتروجين (أو سُكر الأعماق)
يكوِّن النيتروجين أكثر من ثلاثة أرباع هواء التنفس الطبيعي للإنسان
يمكن أن يسبب تنفس الغواص للهواء في الأعماق المفرطة نوعاً من التأثير المخدر يسمى خدر النيتروجين Nitrogen Narcosis {{وإو|عر=Nitrogen_narcosis].|تر=Nitrogen_narcosis].|لغ=en|نص=تسبب هذه الحالة فقدان القدرة على التفكير وتسمى أيضا سكر الأعماق}}.
يحدث الخدر النيتروجيني غالبًا على أعماق 25م-30م فأكثر. وسببه هو تزايد الضغط الجزيئى للنيتروجين، مما يتيح له اختراق الجهاز العصبي المركزي عند ازدياد الضغط، مسببا «سكر الأعماق».
ولتجنب تلك الحالة، يجب على الغوّاصين في الأعماق المفرطة أن يتنفســوا هواءً مخلوطــًا بالهيليوم لإنقاص كمية النيتروجين الكلية في الغاز واستبدال جزء كبير من النيتروجين بالهيليوم والذي هو أيضا غاز خامل كالنيتروجين إلا أنه لا يسبب «سكر الأعماق».
أما في غوص الهواة، فينبغى على الغواص حين ظهور أعراض الخدر (أو سكر الأعماق) الصعود لأعلى بضعة أمتار لتخفيف الضغط أو أن يساعده رفيقه في ذلك. ويعود الغواص لوعيه بمجرد انخفاض الضغط.

### التسمم بالأكسجين
ربما يعاني الغواص الذي يتنفس الأكسجين بنسبة 100% في الأعماق من مرض التسمم بالأكسجين، حيث يصاب الغواص بدوار ويتقيأ، وربما تحدث له تشنجات وصَرَع مما يكون خطيرا لو حدث تحت الماء أثناء الغوص.
يمكن لخليط الهواء المحتوي على نسبة عالية من الأكسجين أن يسبب تسمم الأكسجين لأن الأكسجين يكون ساما تحت الضغط.
ولتجنب التسمم الأكسجينى يتم حساب العمق الحرج الذي يسبب تسمم الأكسجين وتجنب النزول إلى هذا العمق. ويسمى العمق الآمن الذي لا يجب تجاوزه لتجنب التسمم الأكسجينى بأقصى عمق للعمليات. ويتراوح حساب العمق الآمن للغواصين على حسابات الضغط الجزيئى للأكسجين بحيث لا يتجاوز في العادة ما بين 1.2 و 1.6 بار.

## معرض الصور

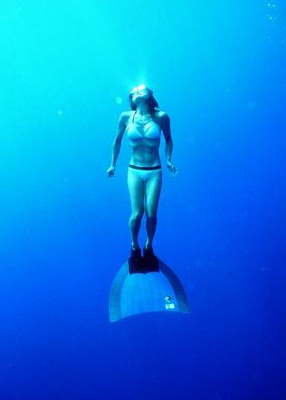
غواص حر مرتديا زعنفة أحادية.
غواص سكوبا.
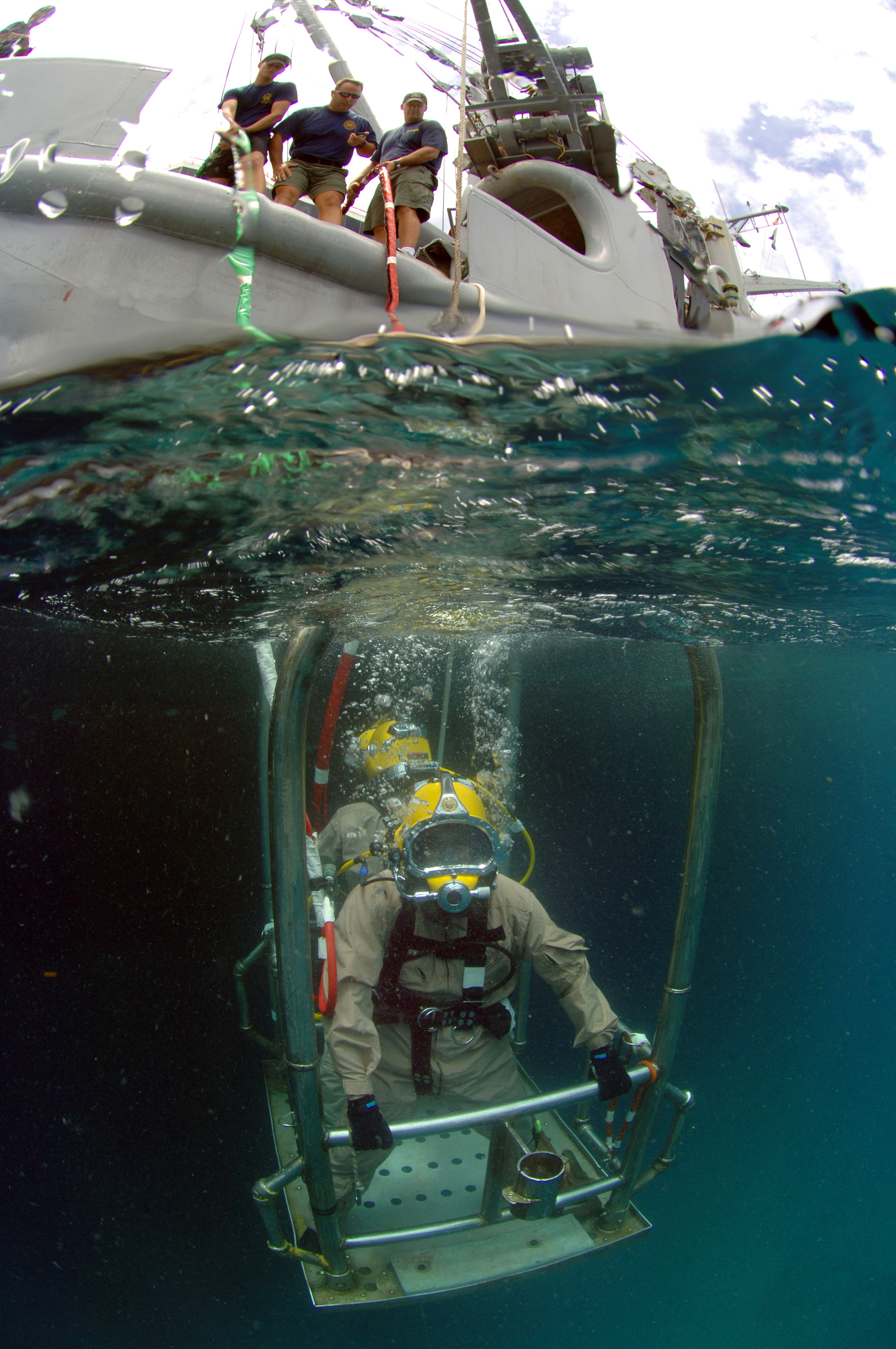
غواص الامدادات السطحية، ويظهر الغواص وهو على منصة الغوص التي تستخدم لنقل الغواصين من القارب إلى موقع العمل تحت الماء.
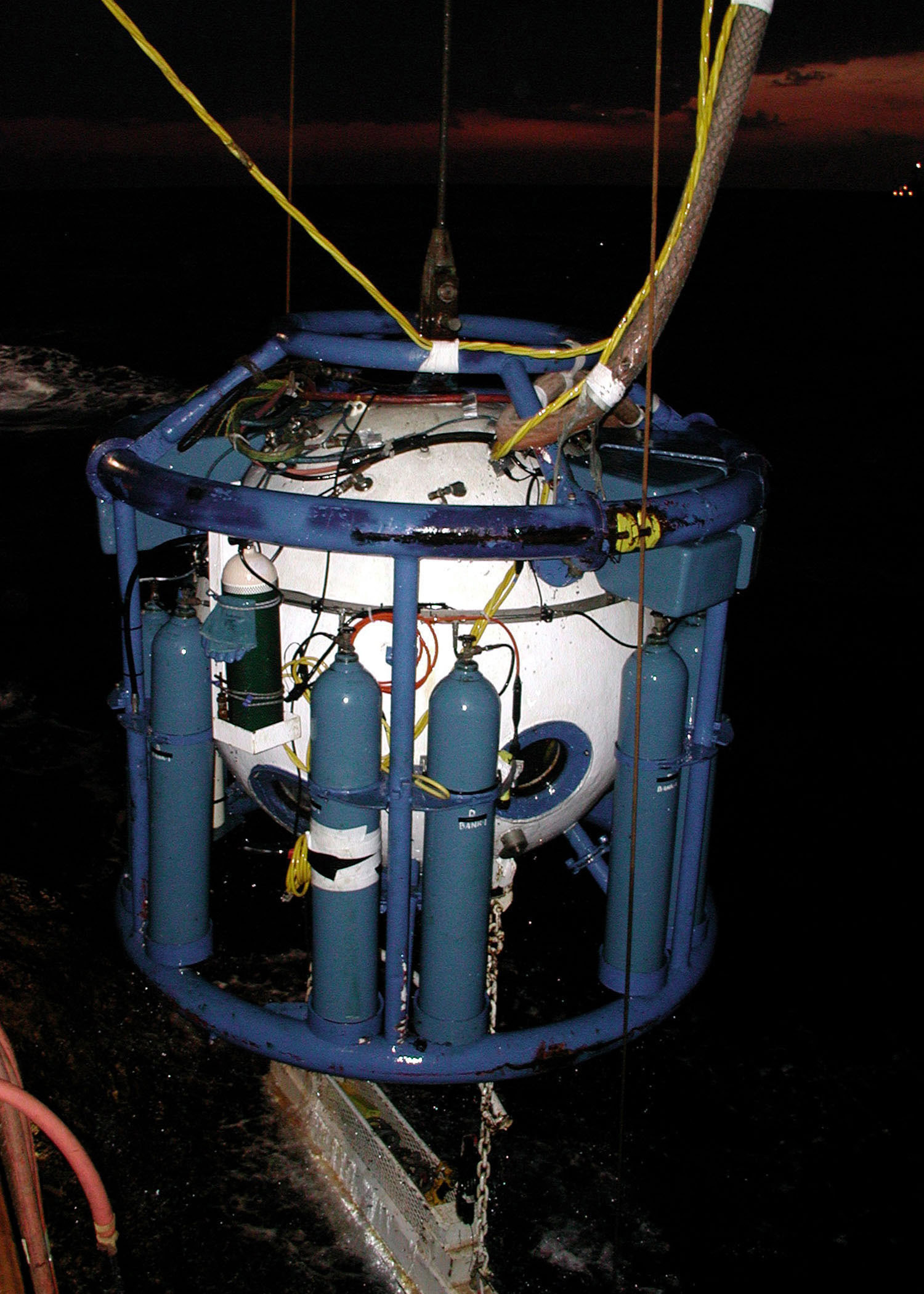
كبسولة نقل الأفراد PTC, Personnel Transfer Capsule وهي جزء من نظام غوص التشبع Saturation Dive حيث أن هذا النظام يحافظ على الغواص تحت الضغط لعدة أيام ليتسنى له أداء المهمات المدنية تحت الماء بدون الحاجة لإجرائات ازالة الضغط Decompression بين الغطسات والتي تتطلب وقتا طويلا، حيث تستخدم تلك الكبسولة لنقل الغواصين (تحت الضغط) بين أماكن أعمالهم العميقة تحت سطح البحر، وبين أماكن إقامتهم فوق السطح (تحت الضغط المستمر).
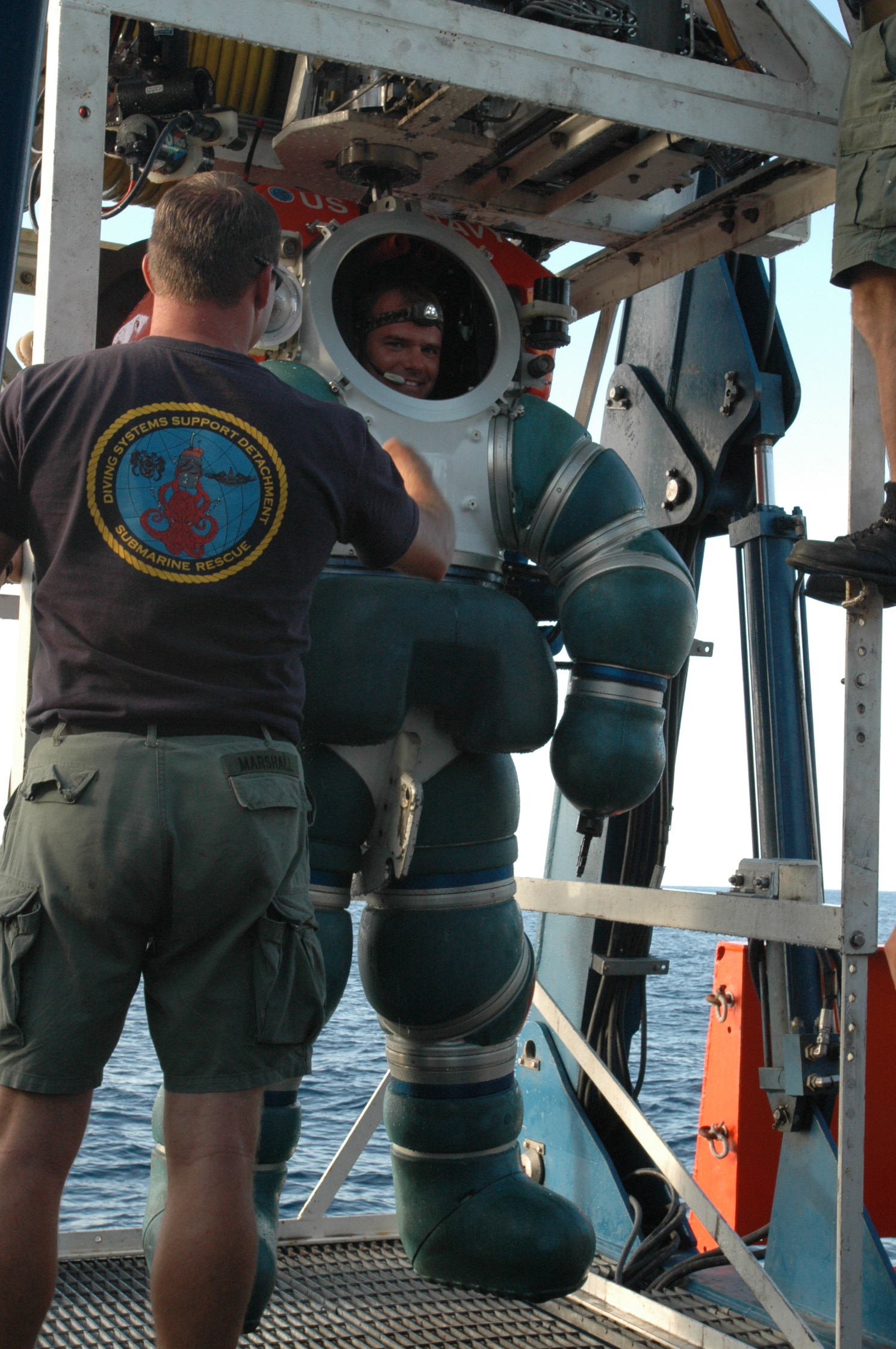
صورة من سلاح البحرية الأمريكية - غواص ببزة غوص جوية: (البزة الجوية تعطى حرية عمل للغواص بينما يظل غير متأثر بالضغوط السحيقة في الأعماق).
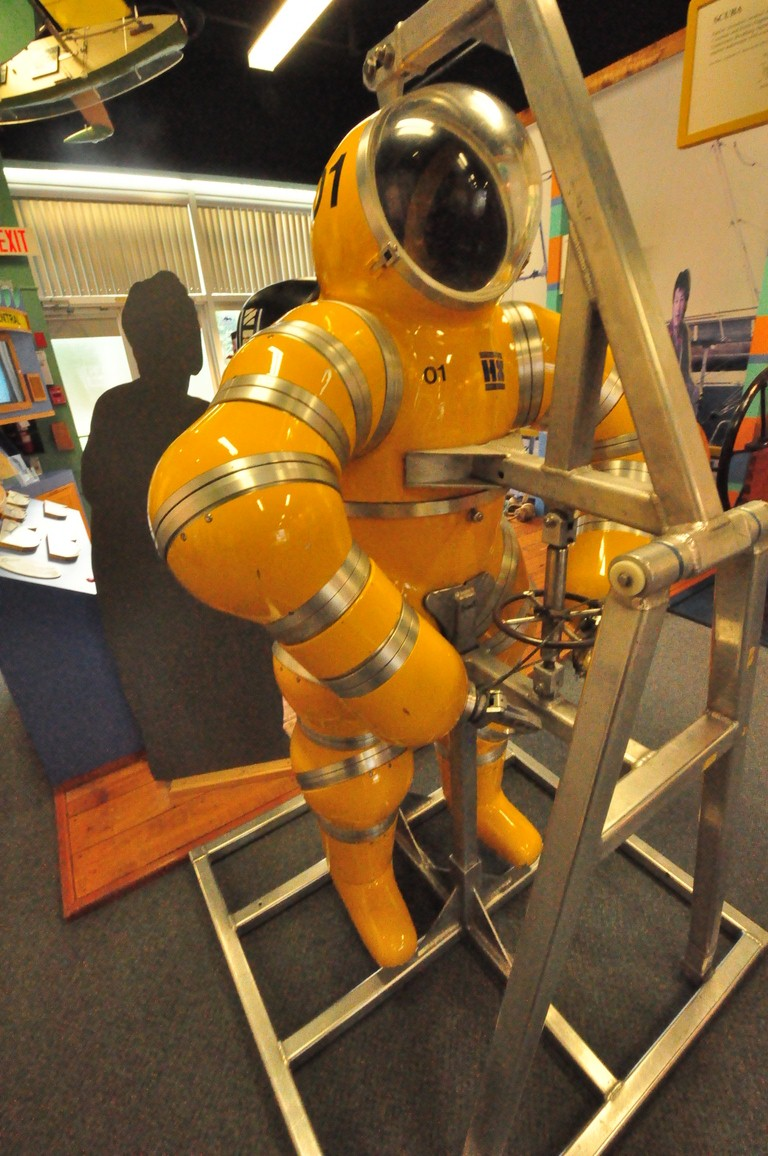
بزة جوية "نيوسوت" ذات مفاصل دوارة في الذراعين والساقين، تستخدم في أعمال الحفارات البحرية، الإنتشال البحرى، المسوحات الفوتوغرافية تحت الماء، ومعتمدة في كثير من القوات البحرية في العالم.

## انظر أيضأ
- غوص الإنتشال [الإنجليزية]
- دليل الغوص الليلى
- تقنيات الغوص الليلى
- غوص الأعماق الترفيهى
- أخطار غوص الحطام
- التقنيات المتقدمة لغوص حطام
- البحث تحت الماء والاستعادة
- جمعية أبحاث البحر لحطام السفن Shipwrecks
- قاعدة بيانات NOAA لحطام السفن والعوائق البحرية
- WRECKSITE قاعدة بيانات مجانية لما يزيد عن 65.000 حطام سفن غارقة، مع خرائط بحرية واحداثيات مواقعها بالGPS

## وكالات تدريب الغوص الترفيهى
هناك عدة اتحادات غوص بالعالم وجمعيات غوص تعنى برعاية رياضة الغوص وتطويرها، من أهمها وأوسعها نطاقا وانتشارا:

### المدارس الدولية للغوصSSI
Scuba Schools International 

### النادى الإنجليزى للرياضات تحت المائيةBSAC
British Sub-Aqua Club 

### منظمه الغواصين المحترفينPADI
Professional Association of Dive Instructors 

### الرابطة الوطنية للمعلمين تحت الماءNAUI
National Association of Underwater Instructors 

### الاتحاد العالمي للأنشطة تحت المائيةCMAS
Confédération Mondiale des Activités Subaquatiques 

### الجمعية الدولية لتطوير حبس التنفسAIDA
Association Internationale pour le Développement de l'Apnée 